# Kris Verduyckt
Kris Verduyckt (Lommel, 2 april 1977) is een Belgisch politicus voor Vooruit.

## Levensloop
Verduyckt behaalde in 1999 het diploma van licentiaat in de communicatiewetenschappen aan de Rijksuniversiteit Gent. In 2000 werkte hij als junior copywriter bij het marketingbureau Today Ogilvy & Matter.
Vervolgens was hij van eind 2000 tot 2003 parlementair medewerker van sp.a-Kamerlid Peter Vanvelthoven. Nadat Vanvelthoven in 2003 federaal staatssecretaris werd, werd Verduyckt medewerker op diens kabinet. In 2004 nam hij ontslag uit deze functie en werd hij provinciaal verantwoordelijke van de socio-culturele vereniging Curieus Limburg, wat hij bleef tot in 2019.
Sinds januari 2001 is Verduyckt gemeenteraadslid van Lommel. Van 2007 tot 2009 was hij er schepen en daarna van 2009 tot 2018 eerste schepen. Toen sp.a na de gemeenteraadsverkiezingen van 2018 in de Lommelse oppositie belandde, werd Verduyckt gemeenteraadslid van SAMEN-sp.a in Lommel. Van 2017 tot 2018 was hij eveneens lid van de raad van bestuur en het directiecomité van het Intercommunaal Industriepark Noord-Limburg (Nolimpark), van 2013 tot 2019 lid van de raad van bestuur van distributienetbeheerder Infrax/Fluvius en van 2014 tot 2018 lid van de raad van bestuur en het directiecomité van crematoriumbeheerder Pontes en sinds 2020 is hij bestuurder bij het Autonoom Gemeentebedrijf van Lommel.
Bij de federale verkiezingen van 26 mei 2019 werd hij vanop de tweede plaats van de Limburgse sp.a-lijst verkozen in de Kamer van volksvertegenwoordigers, waar hij zetelde tot in 2024. Als Kamerlid legde hij zich toe op energie en klimaat.
De wet die energieleveranciers verbiedt om stilzwijgend slapende energieproducten te verlengen is van zijn hand. Net als de wettelijke warmtepompnorm  (de verhouding tussen de kostprijs van elektrisch verwarmen versus fossiel verwarmen). Ook keurde het parlement een wetswijziging  van zijn hand goed die de afstandsregel van twee meter tot een perceelgrens voor straatbomen afschafte. Het wettelijk importverbod voor jachttrofeeën van bedreigde diersoorten is ook van hem. Hij werd uitgenodigd in het Britse parlement  om hierover te spreken. 
Bij de Vlaamse verkiezingen van 9 juni 2024 werd Verduyckt lijsttrekker in Limburg. Als dusdanig werd hij verkozen in het Vlaams Parlement, waar hij lid werd van de commissie Leefmilieu, Natuur en Ruimtelijke Ordening en tot 2025 eveneens in de commissie Landbouw, Visserij en Plattelandsbeleid. Enkele maanden later, in november 2024, werd hij voorgedragen als Vooruit-fractieleider in het Vlaams Parlement, ter opvolging van zijn partijgenoot Thijs Verbeurgt. Als Vlaams Parlementslid maakte hij zijn eerste decreet, samen met Andries Gryffroy (N-VA) en Robrecht Bothuyne (CD&V), waarmee gezinnen het recht krijgen op een schadevergoeding als de netbeheerder hun energieleverancier geen facturatiegegevens kan aanleveren.
Hij werd door zijn partij eveneens afgevaardigd naar de Senaat, waar hij ging zetelen als deelstaatsenator en fractievoorzitter.

## Trivia
- Verduyckt nam in 2015 deel aan het Groot Dictee der Nederlandse Taal en was ook al te gast in heel wat televisiequizzen zoals De Pappenheimers op Eén, De Canvascrack op Canvas en De Slimste Gemeente op VIER.
- Verduyckt is voorzitter van de VZW Lommel Rockt die tussen 2001 en 2011 het festival Lommel Rockt! organiseerde. Het gratis festival focuste op lokale bands maar had ook Belgische topbands op de affiche zoals De Mens, Monza, Buscemi, Oscar & The Wolf. Momenteel ondersteunt de VZW nog steeds lokale optredens en organiseert het de Sahara City Run, een loop tijdens de paasvakantie waar jaarlijks ongeveer 1.500 lopers aan deelnemen.